# Руденко Семен Андрійович
Руденко Семен Андрійович (нар. серпень 1904, Гудимівка, Російська імперія — пом. 14 листопада 1967, Калюжне, УРСР) — голова колгоспу «Радянське село» Лебединського району Сумської області. Герой Соціалістичної Праці (1948).

## Біографія
Народився в серпні 1904 року в с. Гудимівка Лебединського району Сумської області у селянській сім'ї. З 1921 року голова комітету взаємодопомоги, очолював сільраду, обіймав керівні посади в районі. Працював головою виконкому райради на Тернопільщині. Учасник Німецько-радянської війни. Після демобілізації очолив артіль "Радянське село" (1946 - 1966 роки). В 1947 році господарство отримало по 42 ц/га пшениці, по 30 ц/га жита.У 1950 році очолив об’єднаний колгосп імені Мічуріна (з чотирьох колгоспів: ім. Фрунзе – в Калюжному, ім. Молотова – в Забугах, «Радянське село» – в Ляшках, ім. Петровського – в Петровському), яким керував до 1966 року.  Середній врожай зернових у господарстві становив 24,5 ц/га, в 1959 році - по 26,8 ц/га зернових, господарство отримало 5 млн 711 тис. крб прибутку, а за підсумками змагання - Перехідний Червоний Прапор районного комітету Комуністичної партії України.
За його керівництва колгосп імені Мічуріна став заможним і сучасним господарством, електрифіковано 13 населених пунктів. Нагороджений орденами Леніна, Трудового Червоного Прапора (1950 рік). Помер 14 листопада 1967 року. Похований у селі Калюжне Лебединського району.

## Нагороди
- Герой Соціалістичної Праці (1948 рік);
- орден Леніна (1950 рік);
- орден Трудового Червоного Прапора (1950 рік).